# حصار بحري

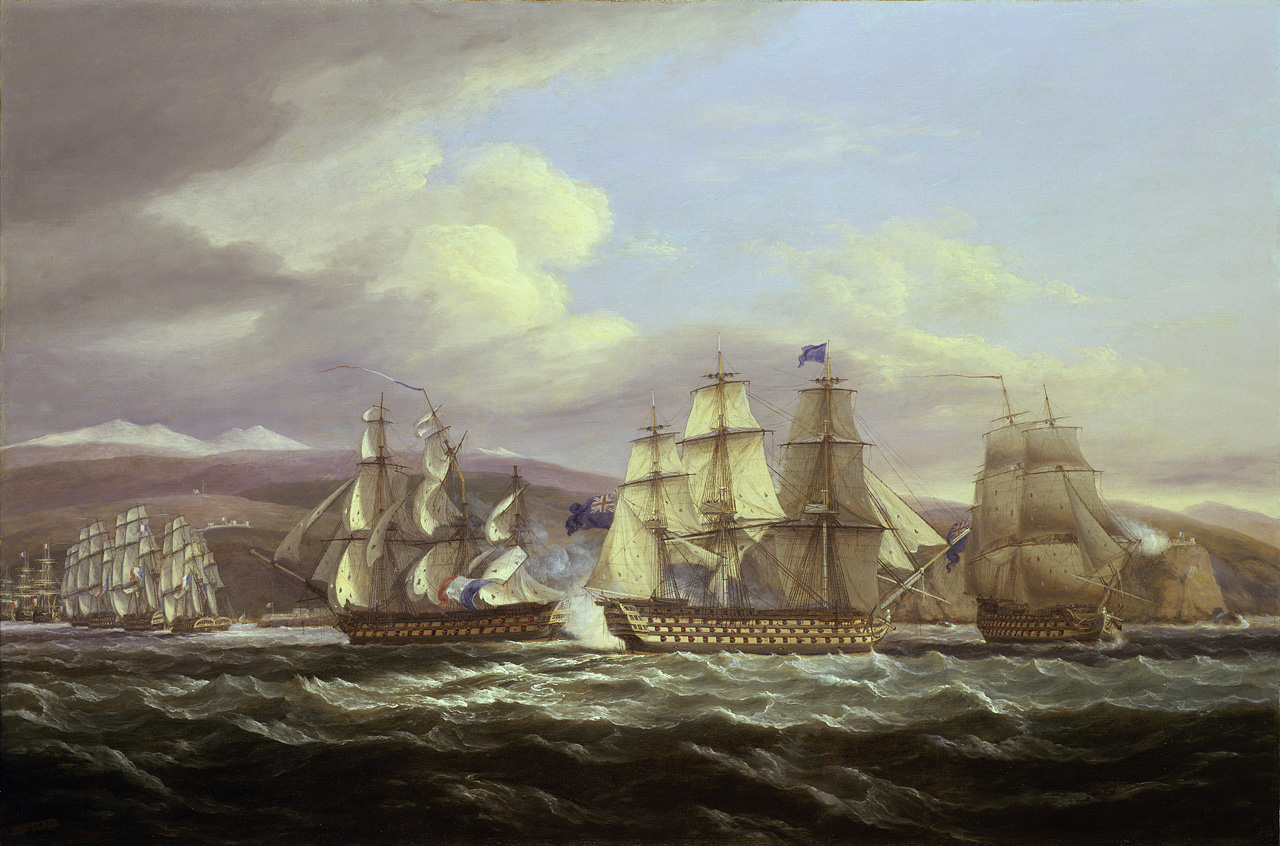

حصار بحري هو محاولة لقطع الإمدادات أو المواد الحربية أو الاتصالات عن منطقة معينة بالقوة، إما جزئيًا أو كليًا. ولا ينبغي الخلط بين الحصار والحظر أو العقوبات، التي تشكل حواجز قانونية أمام التجارة قد تفرض برعاية الأمم المتحدة أو منظمة دولية أخرى لمحاولة إجبار دولة ما على الالتزام بقرار معيّن.. تهدف هذه العملية إلى سدّ جميع المنافذ البحرية إلى أو من ميناء أو ساحل. ويجوز أن يكون الحصار جويًّا أيضًا. أما العملية العسكرية التي تنفذ على الأرض لعزل منطقة ما أو تطويقها فهي تسمّى الحصار البري. يعتبر الحصار (البحري) عملًا من أعمال الحرب التي ينظمها القانون الدولي - وتحديدًا بموجب إعلان باريس المتعلق بقانون الملاحة البحرية لسنة 1856 وكذلك الموادّ 1 إلى 22 من إعلان لندن لسنة 1909 المتعلق بقوانين الحروب البحرية.